# François Louis Rousselet de Châteaurenault
Pour les articles homonymes, voir Rousselet et Château-Renault.
François-Louis Rousselet, comte puis marquis de Châteaurenault (ou Châteaurenaut, ou Châteauregnaud), né le 22 septembre 1637 probablement à Château-Renault (Indre-et-Loire), et mort le 15 novembre 1716, à Paris, est un officier de la marine royale française des XVIIe et XVIIIe siècles. Après une brève carrière dans l'armée de terre, François-Louis Rousselet intègre la Marine royale. Dans ce corps il prend part à la guerre de Hollande, à la guerre de la Ligue d'Augsbourg et à la guerre de Succession d'Espagne et s'illustre à de nombreuses reprises, notamment dans la baie de Bantry en 1689 au large de l'Irlande et dans celle de Lagos au Portugal en 1693. Il termine sa carrière militaire couvert de gloire et d'honneur, avec le grade de vice-amiral du Levant et maréchal de France.

## Biographie

### Origines
François-Louis Rousselet de Château-Renault naît le 22 septembre 1637 dans une famille d'origine roturière. Du côté paternel, il compte un bisaïeul et un trisaïeul marchands à Lyon, seigneurs de La Pardieu, devenus échevins de la ville, et du côté maternel, il descend d'une famille de marchands drapiers parisiens (famille Compans). Toutefois, il était allié à la puissante famille de Gondi : son père, François, était le neveu d'Albert de Gondi. C'est la raison pour laquelle, Jean-François Paul de Gondi (1613–1679), le petit-fils d'Albert, coadjuteur de Paris (1643), cardinal de Retz (1652) et archevêque de Paris (1654–1662), sera le protecteur du jeune François-Louis au début de sa carrière.
Son père, François Rousselet, marquis de Château-Renault en Touraine, baron de Noyers, seigneur de Blancharsdaye en Bretagne, est le gouverneur des villes et château de Machecoul et Belle-Isle. Il est enfant d'honneur du roi Louis XIII dans sa jeunesse. II meurt le 11 décembre 1677.
Sa mère, Louise de Compans, est la fille de Noël de Compans, seigneur d'Arci et de Villiers-sur-Orge, et de Louise de Dreux. Le couple se marie le 19 mars 1622, et de cette union naissent neuf enfants :
- François, lieutenant mestre de camp du régiment des gardes en 1648 ;
- Albert Rousselet, abbé de Pornic en Bretagne, mort le 1er novembre 1647 ;
- Balthazar Rousselet, abbé de Pornic et de Landévennec en Bretagne, et de l'abbaye de Fontaine-les-Blanches en Touraine (1647), mort en 1712 ;
- François-Louis de Rousselet ;
- Ainsi que cinq filles, toute religieuses au Boulay et à Beaumont en Touraine.

### Carrière militaire
Jeune, Château-Renault sert d'abord dans les armées de terre sous les ordres du vicomte de Turenne Henri de La Tour d'Auvergne et du Grand Condé Louis II de Bourbon-Condé. Il se distingue à la bataille des Dunes lors du siège de Dunkerque (1658), à l'âge de 21 ans. En 1661, il devient enseigne de la marine, et il se distingue à la prise de Djidjelli par le duc de Beaufort, François de Vendôme en 1664, où il reçoit une grave blessure. Il est nommé capitaine de vaisseau en mars 1666.
En 1671, il reçoit le commandement d'une division de cinq bâtiments, de quatorze à cinquante-six canons, chargée de la lutte contre les corsaires de Salé, sur les mers du Levant et le long de la côte d'Afrique (dans l'actuel Maroc). Il croise devant Salé, coule et prend plusieurs navires corsaires, et bombarde cette base pirate ainsi que différents forts de la côte.

#### Guerre de Hollande (1672–1678)
Pour un article plus général, voir Guerre de Hollande.
En 1672, à la tête d'une division navale, il est chargé de patrouiller depuis le détroit de Gibraltar jusqu'à l'entrée de la Manche, et capture un nombre important de bâtiments de commerce hollandais au large de la Galice, ces prises lui vaudront d'être promu chef d'escadre, en décembre 1673.
Au mois de janvier 1675, il reçoit l'ordre de convoyer des navires des principaux ports marchands de France, et détache à cet effet trois des cinq bâtiments de guerre qu'il commandait. C'est alors que, ne disposant plus que de deux bâtiments, l'un de 50 canons et l'autre de 30 canons, il rencontre, le 1er février, à sept lieues du cap Lizard, une flotte de cent vingt navires hollandais, qui sortait de la Manche sous la conduite de Engel de Ruyter (dit le Jeune), le fils du célèbre amiral Michiel de Ruyter. Cette flotte, majoritairement composée de navires marchands hollandais, comptait néanmoins huit bâtiments armés de cinquante à soixante canons chacun et de six cents hommes d'équipage, quatre l'étaient de quarante à cinquante canons. Malgré l'inégalité flagrante des forces en présence, Château-Renault donne l'ordre d'attaquer, il atteint avec son vaisseau le navire amiral et, en compagnie du marquis de Nesmond André de Nesmond, il force deux bâtiments ennemis de soixante canons à amener leur pavillon. Le combat se poursuit à la nuit tombée, dont il passe une partie à poursuivre et harceler les Hollandais. Aux premières lueurs du jour, le combat reprend. Il ordonne à ses canonniers de ne tirer qu'à portée de pistolet et à ses soixante mousquetaires de faire leur décharge dans les sabords de l'ennemi. Obligé par un changement de vent à prendre le large, il était parvenu à démâter, et rendre inopérants un grand nombre de navires ennemis, en particulier le vaisseau amiral, obligé de se rendre à Falmouth en Angleterre, pour réparations.
En 1677, à la tête d'une escadre de sept bâtiments de guerre, il sort de Brest pour s'opposer aux navires corsaires ennemis. Le 12 juillet, à vingt-cinq lieues de l'île d'Ouessant, il rencontre un convoi hollandais de cinquante navires confié au contre-amiral Thomas Tobias. Avec ses plus gros bâtiments, il attaque l'escorte, forte de trois vaisseaux de guerre et de cinq à six pinasses, pendant que ses bâtiments légers fondent sur le convoi. Une brume épaisse met fin au combat qui tourne à l'avantage de la flotte française. Malgré la défense de Tobias, Châteaurenault parvient à prendre quatre navires hollandais, évalués à plus d'un million de livres, et deux autres sont coulés.
L'année 1678 est marquée par de nouveaux succès. Le 17 mars, à la tête de six vaisseaux et de trois brûlots, Château-Renault attaque une flotte de vingt-et-un bâtiments de guerre hollandais commandée par l'amiral Cornelis Evertsen le Jeune, au large de l'Espagne. Malgré la disproportion des forces et l'habileté de son adversaire, il prend l'avantage en ne laissant pas au Hollandais le temps de former son ordre de bataille. Maltraitée, la flotte hollandaise profite d'un vent favorable pour fuir le combat.
La signature de la paix de Nimègue en 1678 donne quelques années de repos à Château-Renault. Mais, malgré cette paix il continue à affronter les Barbaresques de la côte d'Afrique, et prend part aux bombardements d'Alger qui ont lieu à cette époque. Après deux nouvelles campagnes devant Salé en 1680 et 1681, il passe sous les ordres de Anne Hilarion de Costentin de Tourville en Méditerranée.
En 1684, il épouse Anne-Renée de La Porte, dame d'Artois et comtesse de Crozon. Il est reçu chevalier de l'ordre de Saint-Lazare de Jérusalem et de Notre-Dame du Mont-Carmel en 1681. En 1687, il est fait Grand Prieur de Bretagne de l'ordre de Saint-Lazare.

### Guerre de la ligue d'Augsbourg (1688–1697)
Pour un article plus général, voir Guerre de la Ligue d'Augsbourg.

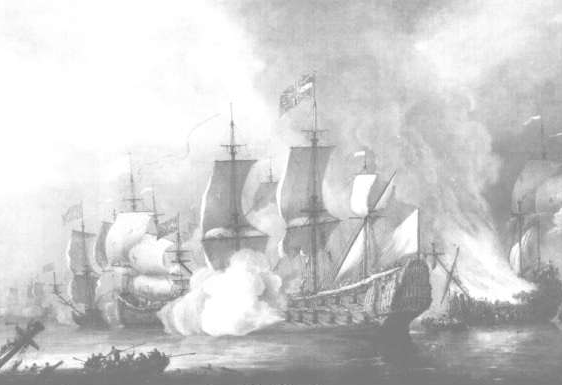
Bataille de Bantry Bay, par Adriaen van Diest.

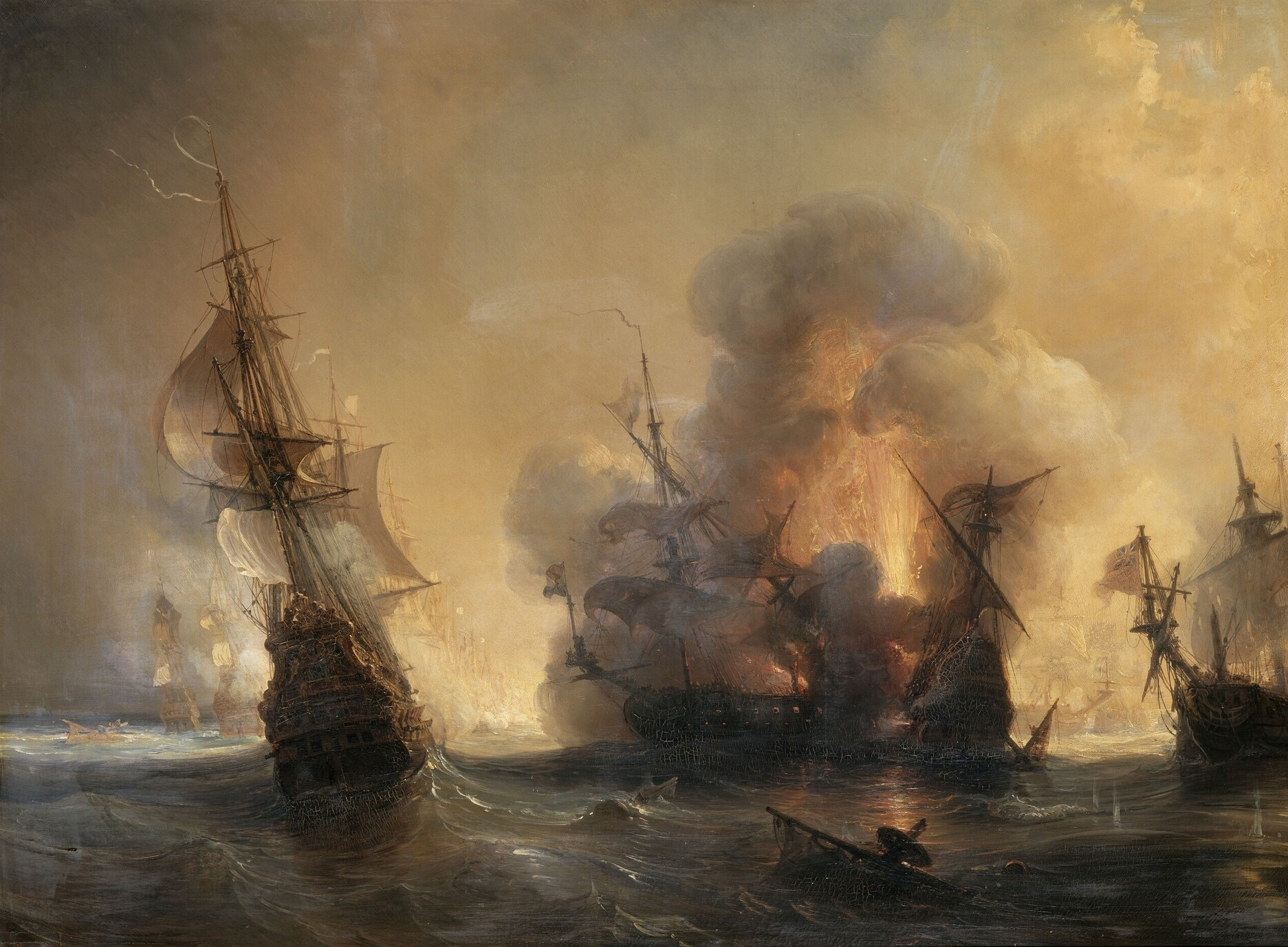
Bataille de Lagos, huile sur toile de Théodore Gudin.

En 1688, il est dans la flotte du lieutenant général Anne Hilarion de Costentin de Tourville qui fait voile depuis Alicante vers Alger, où il allait se placer sous les ordres du maréchal Jean II d'Estrées. Le 2 juin 1688, l'escadre française rencontre un vaisseau espagnol, le Capitan, 66 canons, commandé par le vice-amiral Onorato Bonifazio Papachino (dit Papachin), et la frégate San Jerónimo, 54 canons, qui se dirigeaient sur le port d'Alicante qu'il venait de quitter. Dans cette flotte Châteaurenault commande une petite frégate, Le Solide, en soutien au navire amiral Le Content. Le vice-amiral espagnol refuse de saluer le pavillon français et Tourville, conformément aux instruction qu'il avait reçues, ordonne l'assaut pour l'y contraindre. Après une heure de combat, les Espagnols amènent leur pavillon. Cet affrontement, et les exigences françaises pour le salut du pavillon, inciteront la monarchie catholique espagnole à se ranger du côté de la ligue d'Augsbourg dans le conflit qui était sur le point d'éclater.
En 1689, il est nommé lieutenant-général des armées navales, et Louis XIV lui confie le commandement de la flotte destinée à transporter 7 000 hommes pour aider le roi d'Angleterre Jacques II dans sa conquête de l'Irlande.
Parti de Brest le 6 mai avec trente-deux bâtiments de guerre, Château-Renault parvient en vue de la baie de Bantry sur la côte sud-ouest d'Irlande le 9 mai, et entre dans la baie le lendemain. Le débarquement des troupes était entamé, lorsque l'amiral anglais Arthur Herbert arrive à la tête de vingt-deux vaisseaux de ligne et de plusieurs autres bâtiments pour s'y opposer. Château-Renault, devinant les plans de son adversaire fait signal à l'avant-garde française, commandée par Jean Gabaret, de s'avancer. Le plan d'Herbert consistait à gagner le large et de le mettre entre deux feux afin de pouvoir le défaire et ensuite attaquer le débarquement. Dans un combat acharné, vaisseau à vaisseau, il parvient à contraindre l'amiral anglais à gagner le large. De nombreux vaisseaux anglais sont démâtés. Grièvement blessé, Herbert, qui a 130 tués à son bord et un grand nombre de blessés, donne le signal de la retraite, permettant aux Français d'achever leur débarquement sur la côte d'Irlande. Et, sur le chemin du retour vers Brest, il s'empare d'un nouveau convoi de navires marchands hollandais.
L'année suivante, venant de Toulon avec cinq vaisseaux, Château-Renault est placé sous les ordres du vice-amiral Anne Hilarion de Costentin de Tourville, dont il commande l'avant-garde à la bataille du cap Béveziers contre les flottes combinées d'Angleterre et de Hollande, le 10 juillet 1690. Commandant le Dauphin Royal, 110 canons, pendant cette bataille, il contribue de façon décisive à la victoire des Français en écrasant l'avant-garde Hollandaise.
En 1693, toujours sous les ordres de Tourville, il prend part à l'expédition sur les côtes de Portugal, depuis le cap Saint-Vincent jusqu'à la baie de Lagos. Il se signale tout particulièrement au cours de la bataille de Lagos qui a lieu dans la baie, le 28 juin. Sur les 21 navires de guerre et les 200 navires marchands anglais et hollandais, cinquante sont capturés et quarante sont détruits. La même année, il est nommé grand'croix de l'ordre royal et militaire de Saint-Louis que Louis XIV venait d'instituer. Nommé commandant d'escadre, il s'illustre à nouveau la campagne navale de 1694. Il a l'occasion de faire la preuve de ses talents de tacticien en déjouant les plans de l'amiral anglais Edward Russell et en mettant en fuite des forces bien supérieures à celles dont il disposait. Le 10 août 1696, à la tête d'une escadre il prend trois bâtiments anglais au port Magne Carthagène et force quatre vaisseaux de ligne espagnoles à s'échouer et à se brûler à Alfagues, sur la côte de Catalogne.

### Guerre de Succession d'Espagne
Pour un article plus général, voir Guerre de Succession d'Espagne.

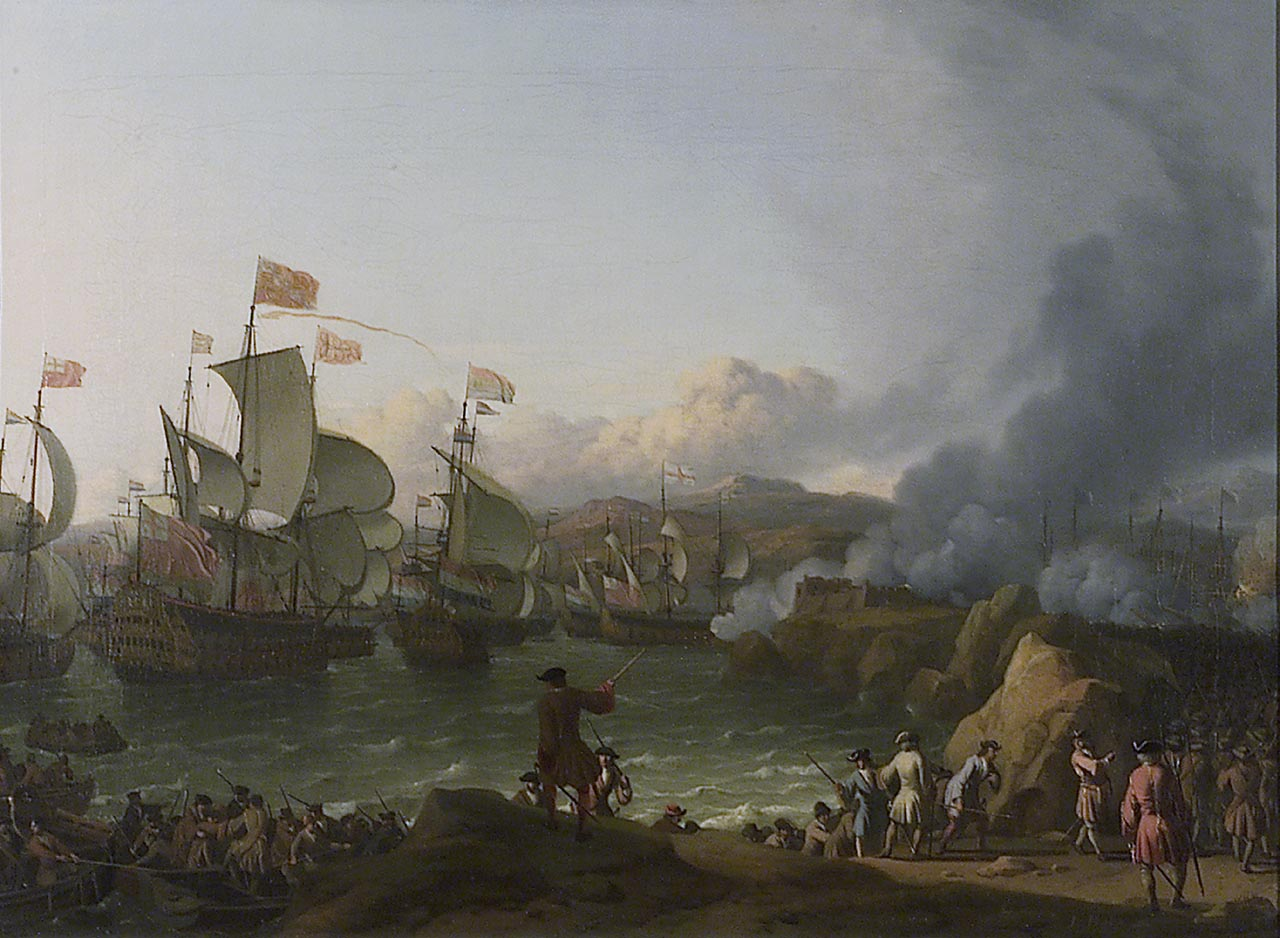
La Bataille de la Baie de Vigo par Ludolf Bakhuizen.

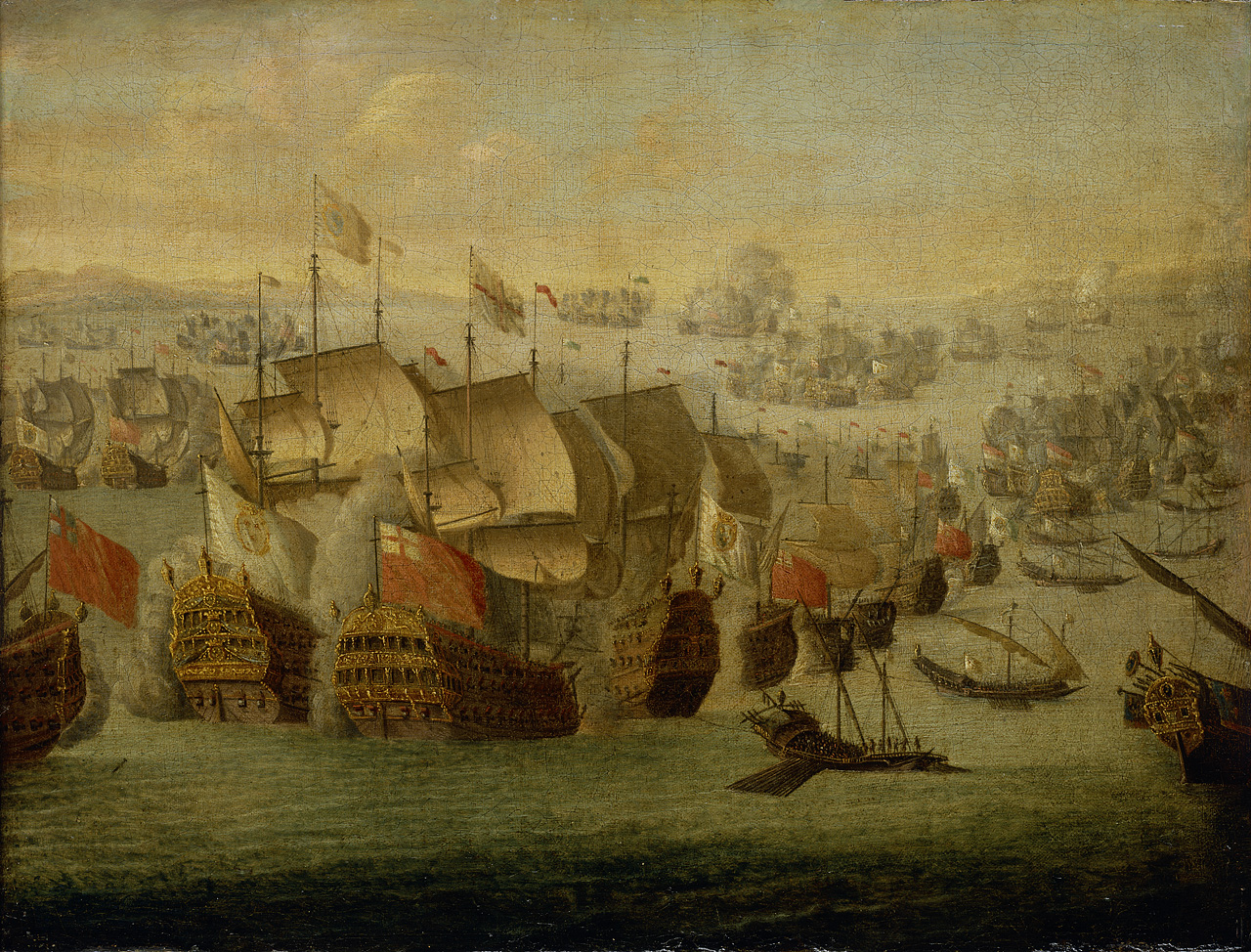
Bataille navale de Vélez-Málaga, 24 août 1704. Huile sur toile par Isaac Sailmaker.

Pendant la guerre de Succession d'Espagne, il rend de si grands services au roi d'Espagne Philippe V d'Espagne, que celui-ci le nomme « capitaine-général des mers de l'Océan ». En plus de cette dignité étrangère, il succède à Tourville, décédé en mai 1701, comme vice-amiral du Levant. L'année suivante, à bord du Fort, 76 canons, il est chargé d'acheminer, avec une escadre française, les galions espagnols chargés d'or bloqués dans les colonies d'Amérique, à La Havane à Cuba et à Vera Cruz au Mexique, depuis deux ans et qui étaient attendus impatiemment. L'envoi de vaisseaux de guerre est également motivé par le déploiement de la flotte britannique de l'amiral John Benbow dans les Antilles. Le comte de Châteaurenault, alors âgé de 64 ans, est secondé pendant cette mission par le marquis André de Nesmond. La flotte française qui prend la mer est considérable, elle ne compte pas moins de 37 navires dont 27 vaisseaux de ligne et trois frégates.
Il aurait accompli cette mission avec succès si les susceptibilités du peuple espagnol ne l'avaient empêché de faire entrer ces galions dans un port français. Au lieu de cela, la cour d'Espagne exigea, en dépit des avertissements de Châteaurenault, que ces galions soient conduits, au mois d'octobre 1702, à Vigo, un port sans défense où ils sont attaqués par les Anglais de l'amiral George Rooke et leurs alliés qui en détruisent la plus grande partie pendant la bataille navale de Vigo. Cette catastrophe sera avant tout imputée au gouvernement espagnol et à l'incapacité de l'amiral don Manuel de Velasco y Tejada. Cet épisode est raconté par l'historien britannique David Hume :

« Sir Georges Roock ayant eu avis que les galions d'Espagne et l'escadre commandée par Châteaurenault étaient dans le port de Vigo, mit à la voile le 11 octobre 1702. Le passage était défendu par des batteries, et les forts, ainsi que les ouvrages avancés étaient protégés de chaque côté par une forte barre, formée avec des chaînes et des câbles, attachée à chaque extrémité à un vaisseau de 70 canons ; cette disposition redoutable était soutenue par le feu des vaisseaux placés en travers de la passe et ayant leurs bordées tournées vers le large. Telles étaient les sages dispositions ordonnées par Châteaurenault, qui reçut vigoureusement les vaisseaux anglais. Après un combat terrible, ajoute l'historien, les Français, ne croyant pas pouvoir résister à un tel adversaire, résolurent de détruire les vaisseaux et les galions qu'ils ne pouvaient empêcher de tomber dans les mains du vainqueur. C'est pourquoi ils brûlèrent ou firent échouer huit vaisseaux et plusieurs corvettes ; mais dix vaisseaux furent pris, ainsi que dix galions dont les trésors, ainsi que la plus grande partie des marchandises, avaient été mis en sûreté avant l'arrivée des Anglais. »

Le 14 janvier 1703, il reçoit des mains de Louis XIV le bâton de maréchal de France. Il devient lieutenant de Haute et Basse Bretagne le 12 avril 1704,. Le 24 août 1704, il perd son fils François, enseigne de vaisseau sur l'Oriflamme commandé par son oncle, tué d'un éclat de bombe à la bataille navale de Vélez-Málaga. Son neveu, le capitaine de vaisseau Dreux Rousselet, marquis de Châteaurenault, est également tué au combat. Sans descendant, c'est François Louis Rousselet qui devient marquis de Châteaurenault.
À partir de ce moment, il ne reprend plus la mer. Le 2 février 1705, il est fait chevalier des ordres du Roi (ordre du Saint-Esprit et ordre de Saint-Michel), malgré une ascendance roturière. Il meurt le 15 novembre 1716.

### Jugement par ses contemporains

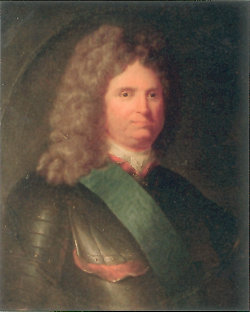
Le Marquis de Châteaurenault, par Antoine Graincourt.

Le portrait qu'en dresse Louis de Rouvroy, duc de Saint-Simon dans ses Mémoires est plein de contradictions :

« Château-Renaud, du nom de Rousselet, inconnu entièrement avant le mariage de son bisaïeul avec une sœur du cardinal et du maréchal de Retz, à l'arrivée obscure des Gondi en France, fut le plus heureux homme de mer de son temps, où il gagna des combats et des batailles, et où il exécuta force entreprises difficiles, et fit beaucoup de belles actions. C'était un petit homme goussant, blondasse, qui paraissait hébété, et qui ne trompait guère. On ne comprenait pas à le voir qu'il eût pu jamais être bon à rien. Il n'y avait pas moyen de lui parler, encore moins de l'écouter, hors quelques récits d'actions de mer. D'ailleurs bonhomme et honnête homme. Il était Breton. »

Et ailleurs, le même chroniqueur dit :

« C'était un fort homme d'honneur, très-brave, très-bonhomme, et très-grand et très-heureux homme de mer, où il avait eu de belles actions. Avec tout cela, il se peut dire qu'il n'avait pas le sens commun. »

Dans l'église Saint-André de Château-Renault, une inscription lui rend hommage :
| Cy gist le plus sage des héros, Il vainquit sur la terre, il vainquit sur les eaux : Passant, au lieu de larmes, Donne-lui des prières. À la mémoire Du très-haut et très-puissant seigneur Louis-François de Rousselet, marquis de Château-Regnault, chevalier des ordres du Roy, grande croix de l'ordre militaire de S. Louis, capitaine général des armées navales de Sa Majesté Catholique dans les mers occidentales, commandant en l'absence de Son Altesse Monsgr. le comte de Toulouse, dans le pays et duché de Bretagne, vice-amiral et maréchal de France, Lequel après avoir recommandé son âme à Dieu, Avec les sentiments de piété et de religion, Lui ayant toujours rapporté toutes les glorieuses actions De sa vie, Dans une infinité d'occasions, tant sur la terre que Sur les ondes Où il a combattu et vaincu les ennemis de la Foy, Et de l'État Avec une fidélité inviolable a son prince : Enfin ce sage héros, dont le cœur gist ici, Remit son esprit entre les mains de son créateur Avec une parfaite résignation a ses décrets divins, Le 15 octobre 1716, âgé de 78 ans |

## Hommages et postérité
Le marquis de Châteaurenault a laissé son nom à :
- Une rue à Rennes[15] ;
- La marine donna son nom à :
  - Un croiseur de 2ème classe 1884–1885 de l'escadre de l'amiral Courbet, en Extrême-orient ;
  - un croiseur protégé de 1re classe 1899–1917. Également dit croiseur corsaire, pour des raids de commerce ;
  - Un croiseur léger D606 (ex Attilio Regolo), mis sur cale en 1939 en italie mais lançé en 1940. Il est transféré à la France en 1946 et désarmé en 1962 ;
  - La promotion 2012 du lycée naval de Brest qui porte le nom de : « Promotion marquis de Châteaurenault »[16].

## Mariages et descendance
Il épouse en premières noces à Brest le 16 septembre 1684, Marie-Anne Renée de la Porte, fille de René de la Porte, comte d'Artois et de Crozon, baron de Beaumont en Bretagne. Il épouse en secondes noces Anne-Marie du Han de Bertric, morte au mois d'octobre 1696.
De ces deux unions naissent quatre enfants :
- François-Louis-Ignace, enseigne de vaisseau, tué à la bataille navale de Vélez-Málaga le 24 août 1704, sur l'Oriflamme commandé par son oncle, le capitaine de vaisseau Dreux Rousselet, marquis de Châteaurenault ;
- Anne-Albert, chevalier de Malte, mort en 1708 ;
- Emmanuel Rousselet, marquis de Châteaurenault, capitaine de vaisseau, lieutenant général de la Haute-Bretagne à la mort de son père. Il épouse 1° le 20 février 1713, Émilie de Noailles, fille du duc Anne-Jules de Noailles, pair et maréchal de France; en 1724, Anne Julie de Montmorency (1704-1778). Il rédige son testament le 25 avril[17] et meurt le 1er mai 1739, il laisse quatre filles dont Marie Sophie de Rousselet de Château-Renault qui épouse en 1746 Charles, comte d'Estaing, amiral de France;
- Marie-Anne-Dreux de Rousselet de Châteaurenaud, elle épouse en mai 1710 Louis-Jean-Baptiste de Matignon, marquis de Gasié.

## Armoiries
| Figure | Blasonnement                                     |
|        | D'or, à un chêne de sinople, englanté du champ., |